# Wanda Flakowicz
Wanda Flakowicz   (9 de febrer de 1917 - 25 de setembre de 2002) va ser una atleta polonesa, especialista en llançament de pes, que va competir durant les dècades de 1930 i 1940.
En el seu palmarès destaca una medalla de bronze al Campionat d'Europa d'atletisme de 1938 en el llançament de pes, així com tres campionats nacionals.

## Millors marques
- Llançament de pes. 13,21 metres (1938)[2]